# Bárdosi János
Bárdosi János (1933. május 10., Herény – 1983) néprajzkutató, muzeológus, Vas megye népi építészetének kutatója, a Vasi Múzeumfalu létrehozója, Vas megye földrajzi neveinek összegyűjtője, haláláig a Savária Múzeum néprajzi osztályának vezetője volt. Közel száz néprajzi tárgyú publikációja jelent meg.

## Tanulmányai
Az elemi iskola első két évét a herényi elemi iskolában, másik kettőt a szombathelyi püspöki iskolában végezte. Ezután a szombathelyi I. számú polgári iskolába iratkozott, ahol 1947-ben jeles eredménnyel végzett. Onnan a szombathelyi Horváth Boldizsár Kereskedelmi Középiskolába ment, amely később a Közgazdasági Középiskola nevet vette fel. Itt érettségizett 1951-ben jó eredménnyel. Érettségi után egy évet dolgozott, mert a családja anyagi körülményei nem tették lehetővé a továbbtanulást. 1951-ben mint adminisztrátor dolgozott a szombathelyi Földművesszövetkezetnél terménybegyűjtési vonalon. 1952-ben mint gazdasági nyílvántartó dolgozott a szombathelyi Mesterséges Termékenyítő állomáson.
1952-ben felvételt nyert az Eötvös Loránd Tudományegyetem Bölcsészettudományi Karára, ahol néprajzi szakos muzeológusként végzett Tálasi István tanítványaként 1956-ban. Az államvizsgát 1957-ben tette le. Egyetemi évei alatt 3 éven keresztül társadalmi munkaként a DISZ szervezetének titkára volt.

## Munkássága
1956 júliusától 1957 márciusáig a Néprajzi Múzeumban dolgozott muzeológus gyakornokként. Majd 1958 januárjától a győri Xantus János Múzeumban volt segédmúzeológus. 1958. január 4-én került szombathelyre a Savaria Múzeumba. Haláláig itt dolgozott mint néprajzi osztályvezető.
Elindította a módszeres tárgygyűjtést, fellendítette a múzeumi fotózást, a néprajzi gyűjtései során készített feljegyzéseivel megsokszorozta az adattár ilyen jellegű kéziratait. A néprajzi osztály tárgygyűjteményét 7725 darabbal gyarapította. 1983-ig közel húszezer felvételt, fotót készített, melyek döntő többségében a népi építészet tárgyúak, főként a szabadtéri néprajzi múzeum számára kijelölt épületek bontásával és rekonstrukciójával kapcsolatosak. Vas megye népi építészetének elmélyült kutatója volt: több Vas megyei faluban gyűjtötte a tárgyakat, anyagokat. 
Élete fő műve a Vasi múzeumfalu felépítése volt, ezt 1973. augusztus 23-án nyitották meg. Már az 1960-as évektől gyűjtötte a Vas megyei népi építészet remekeit, és irányításával felépült az ország második regionális szabadtéri néprajzi múzeuma (skanzenje). Az építéssel kapcsolatos adminisztratív, jogi, gazdasági, szervezési stb. ügyeket is maga intézte. A 19–20. század paraszti életformájának sokoldalú bemutatására törekedett, valamint célul tűzte ki, hogy a Skanzenbe beszállításra került épületek az egész megye népi építészeti kultúráját tükrözzék, valamint a nemzetiségi sajátosságokat (német, horvát, szlovén) is reprezentálják. Vas megye valamennyi tájegységéről: az Őrségből, a Hegyhátról, Kemenesaljáról, a Rába völgyéről, Kőszeghegyaljáról és a Vendvidékről is került be épület. 
Kiemelkedő munkát végzett a népi műemlékek és műemdlékegyüttesek terén is. Több tájházat is létesített Vas megyében. Munkája során vált ismertté a szalafői-pityerszeri műemlékegyüttes, a cári pincesor és a hegyhátszentpéteri tájház. Az általa létesített tájházakról tudományos ismeretterjesztőket írt. Írásai az Arabona, a Savaria, a Vas Megyei Múzeumok értesítője, a Vasi Szemle, az Életünk, az Ethnographia , a Művészet, a Honismeret, a Néprajzi Hírek, az Élet és Tudomány, a Vasi Honismereti Közlemények hasábjain jelentek meg. 
Ezen felül a következő néprajzi területekkel foglalkozott:
- Műemléki kutatásokat és felméréseket a megyehatárokon túl, Somogy, Veszprém, Győr-Sopron, Baranya, Szabolcs-Szatmár megyékben is végzett.
- A pécsi Janus Pannonius Múzeum felkérésére a Dráva mentén is végzett kutatásokat, és a pécsi múzeum halászati gyűjteményét több tárggyal és fényképpel gazdagította. (1966)
- Sokat foglalkozott az erdei és mezei gyűjtögetéssel, a népi vadfogási módszerekkel, gyógynövények gyűjtésével, népi gyógymódokkal, a népszokások, népi hiedelmek és a népi kismesterségek vizsgálataival.
- Foglalkozott településtörténettel is, de a kutatómunkájának fő vonulata a halászathoz kapcsolódott. E témából írta szakdolgozatát is A magyar Fertő halászata címmel. 1979-ben K. Kovács Lászlóval közösen készítette el a Halászat a Fertőtavon című, a Néprajzi múzeummal közösen forgatott film hanganyagát.
- Egyik legfontosabb tudományos teljesítménye Vas megye földrajzi neveinek összegyűjtése, amely széleskörű gyűjtőhálózatot szervezett. Vezette a gyűjtőhálózat szakmai képzését, az összegyűlt anyag rendezését és nyilvántartását.
- Az 1960-as évektől a Szombathelyi Tanárképző Főiskola hallgatói számára szemináriumokat tartott, és ellátta a végzős hallgatók nyári gyakorlatot végzők felügyeletét.

## Tagságok, címek
- 1963: a Savaria és a Vas Megyei Múzeumok Értesítőjének szerkesztő bizottsági tagja, a néprajzi rovat vezetője.
- 1958–64 között a Vasi Szemle szerkesztője
- Magyar Néprajzi Társaság tagja
- a Vasi Honismereti Mozgalom Megyei Bizottságának tagja
- 1982-től tagja volt az Európai Szabadtéri Múzeumok Szövetségének
- ICOMOS, a Nemzetközi Skanzen Bizottság tagja

## Díjak és elismerések
- 1970 Magyar Nyelvtudományi Társaság dicsérő oklevele
- 1978 Szocialista Kultúráért kitüntetés
- 1980 Honismereti emlékérem
- 1982 Csűry Bálint emlékérem
- 1986 Emlékfát ültettek tiszteletére a Vasi Múzeumfaluban
- 2012 Emlékpad állítás Szalafői Pityerszeren. (Tervezés: Bárdosi Ibolya és Kuhár Róbert )https://www.kozterkep.hu/19372/a-bardosi-janos-emlekpad-kordombormuve Népi műemlékegyüttes (Szalafő-Pityerszer)
- 2023 Megújult a Szima malom a Vasi Múzeumfaluban,ahol emlék kiállítást rendeztek be Róla.https://magyarmuzeumok.hu/cikk/szombathelyen-megnyilt-a-felujitott-szima-malom-es-tarlata

## Családja
Szülei Bárdosi János (korábbi nevén Bakucz János) gázgyári fűtő és Magyar Vilma háztartásbeli voltak. Egy nővére volt, Bárdosi Mária.
1960. április 19-én megnősült. Haragos Máriától egy gyermeke született: Bárdosi László. 1967 októberében ez a házassága felbomlott.
Munkássága során több mint száz településen népi műemléki vizsgálatát végezte el Dorner Máriával együtt, aki később a felesége lett.(Későbbiekben Bárdosiné Dorner Máriaként publikált). Ebből a házasságból két gyermek született: Bárdosi Ibolya(1970) jelmeztervező és Bárdosi Gábor (1973) vállalkozó.

## Emlékezete
„Augusztus 22-én, egy nyomasztóan meleg nyári délutánon temettük szülőfalujában. Sokan búcsúztattuk. A hozzátartozókon kívül ott voltak a falubeli ismerősök. a kollégákon, néprajzos pályatársain, az intézmények küldöttein kívül végső búcsút vettek Tőle azok a Vas megyei parasztemberek is, akikhez évtizedes barátság fűzte, s akik tudományos tevékenységének társai és forrásai voltak egyszerre.” – Dr. Bíró Friderika szavai. Sírja a herényi temetőben van.
Megemlékezések, cikkek:
- https://magyarmuzeumok.hu/cikk/akinek-szivugye-volt-a-vasi-muzeumfalu-iden-lenne-90-eves-bardosi-janos
- https://magyarmuzeumok.hu/cikk/szombathelyen-megnyilt-a-felujitott-szima-malom-es-tarlata

## Publikációk
- F. m.: Pajtáskertek Gencsapátiban. (Szombathely, 1958)
- A magyar Fertő tapogató halászata. (Szombathely, 1959)
- Kenéz díszített házoromzatai és kapufái. (Szombathely, 1961)
- Szentivánfai anekdoták. (Szombathely, 1961)
- Gyógynövénygyűjtés és népi gyógymódok Kőszeg-hegyalján. (Savaria, 1964)
- Felhívás Vas megye földrajzi neveinek összegyűjtése érdekében. (Szombathely, 1965)
- Zöldségtárolás Szombathely környékén. (Szombathely, 1967)
- Zöldségtárolás Szombathely környékén. (Szombathely, 1967)
- Szakvélemények megyénk népi műemlékeinek védelméről és a Vasi Múzeumfaluról. (Vasi Szemle, 1974)
- Magyarszombatfai fazekasház. (Szombathely, 1975)
- A Vasi Múzeumfalu. (Szombathely, 1975)
- Adatok a sárvári és a kőszegi fazekas céh történetéhez. (Savaria, 1975)
- A népi műemlékek mentési módszerei, eredményei és tanulságai Vas megyében. (Életünk, 1977)
- A festett díszítésű házormokról és a hegyhátszentpéteri tájházról. (Savaria, 1977/78)
- Szalafő–Pityerszer. Népi műemlékegyüttes. (Tájak–Korok–Múzeumok Kiskönyvtára. 40. Bp., 1980 -3. kiad. 1988)
- Szombathely. Vasi Múzeumfalu. (Tájak–Korok–Múzeumok Kiskönyvtára. 22. Bp., 1980 - 2. kiad. 1984)
- A lakóház fejlődésének kérdéséhez Vas megye nyugati részén. (Savaria, 1981)
- Vas megye földrajzi nevei. (Szombathely, 1982)
- Őrségi népi műemlékegyüttes Szalafő–Pityerszerén – Volksbaudenkmalenensemble in der Wart, Szalafő, Pityer-Winkl. Vezető. (Szombathely, 1982)
- A magyar Fertő halászata. (Sopron, 1994).